# Bow (Londyn)
Bow – wschodni obszar londyńskiej dzielnicy Tower Hamlets. Rejon głównie mieszkalny, leżący w pobliżu dwóch największych dzielnic finansowych Londynu oraz centrów światowego biznesu, tj. The City (około 5 km) oraz Canary Wharf (około 3,8 km).
Centralnym punktem Bow jest Bow Church, który razem ze starym przykościelnym cmentarzem jest małą wysepką rozdzierającą drogę na dwie części. Wybudowanie niedaleko tunelu Blackwell pod Tamizą, łączącego północny Londyn z południowym, spowodowało większe natężenie ruchu następstwem czego było rozrośnięcie się drogi dojazdowej z dwóch pasów ruchu do pokaźnej autostrady (6 pasów ruchu).
Rejon ten otrzymał kod pocztowy E3, a jego geograficznymi granicami są: Grove Road na zachodzie, Victoria Park na północy, rzeka Lee na wschodzie oraz Mile End Road na południu.